# Гробни белег Теодосија Марићевића
Гробни белег Теодосија Марићевића, познатог јасеничког кнеза и трговца и познате личности из договора о избијању устанка 1804. године. Рођен је у Орашцу и био је један од кандидата за старешину устанка.
Надгробно обележје је од камена црвенкастомрке боје на којем до 1980. године није било никаквог епитафа, а тада је уклесан натпис
„+ТЕОДОСИЈЕ МАРИЋЕВИЋ + 1807. ГРОБ МУ ОБНОВИ ЊЕГОВ ПОТОМАК ЖАРКО“. 
Надгробник се налази у дворишту цркве Вазнесења Господњег, у склопу Спомен комплекса Орашац, који је проглашен за знаменито место од изузетног значаја.